# Lorenzo Moretti
Lorenzo Moretti (ur. 20 sierpnia 1979) – sanmaryński piłkarz występujący na pozycji pomocnika, 10-krotny reprezentant San Marino, działacz piłkarski.

## Kariera klubowa
Podczas kariery klubowej występował w FC Domagnano oraz amatorskich włoskich klubach Sant'Ermete Calcio, AC Gambettola, ASD Sanvitese, Real Marecchia, Tre Esse Saludecio, Virtus Tre Villaggi i Virtus Olimpia. Od sezonu 2014/2015 pełni funkcję dyrektora sportowego FC Domagnano.

## Kariera reprezentacyjna
Lorenzo Moretti zadebiutował w reprezentacji San Marino 21 maja 2002 roku w towarzyskim meczu z Estonią w Serravalle (0:1). W 2004 roku wystąpił w wygranym 1:0 spotkaniu z Liechtensteinem, który to mecz jest jedynym zwycięstwem reprezentacji San Marino. Ogółem w latach 2002-2004 zaliczył w drużynie narodowej 10 spotkań, nie zdobył żadnego gola.

## Sukcesy
FC Domagnano
- mistrzostwo San Marino (2001/02)
- Puchar San Marino (2001, 2002)
- Superpuchar San Marino (2001)